# 225
225 (CCXXV) je bilo navadno leto, ki se je po julijanskem koledarju začelo na soboto.

## Dogodki
- 1. januar

## Rojstva
- Gordijan III. - 32. cesar Rimskega cesarstva († 244)